# Campionato europeo femminile di calcio 2001
Il campionato europeo femminile di calcio 2001 è stata l'8ª edizione del torneo riservato a nazionali femminili. Si è svolto in Germania tra il 23 giugno e il 7 luglio 2001. È stato vinto dalla Germania, che ha battuto in finale la Svezia grazie al golden goal di Claudia Müller nel corso dei tempi supplementari.

## Struttura del torneo
All'ottava edizione del campionato europeo femminile di calcio hanno partecipato otto squadre nazionali. Le otto squadre partecipanti sono state divise in due gironi da quattro squadre. Le prime due classificate sono state ammesse alle semifinali del torneo.

## Qualificazioni
Le qualificazioni sono iniziate il 21 agosto 1999, concludendosi il 28 novembre 2000. Vi hanno preso parte 33 squadre nazionali.
La fase di qualificazione è suddivisa in due turni:
- Girone di qualificazione: Le 16 nazionali con il ranking UEFA migliore partecipano ai gironi di qualificazione di prima classe; sono divise in quattro gironi da quattro squadre. Ogni gruppo è giocato con il formato del girone all'italiana con partite di andata e di ritorno. Le quattro vincitrici dei gironi si qualificano direttamente per la fase finale, mentre le seconde e terze classificate sono ammesse alla fase dei play-off. Le 17 nazionali con il ranking UEFA peggiore disputano gironi di seconda classe che non danno accesso alla fase finale del campionato europeo.
- Play-off: Le otto nazionali rimaste si affrontano in partite di andata e ritorno per determinare le ultime quattro squadre qualificate.

## Squadre partecipanti
| Pr. | Squadra     | Data di qualificazione certa | Partecipante in quanto                | Ultima presenza      |
| --- | ----------- | ---------------------------- | ------------------------------------- | -------------------- |
| 1   | Germania    | 6 aprile 2000                | Vincitrice gruppo 3 di qualificazione | Norvegia-Svezia 1997 |
| 2   | Norvegia    | 7 maggio 2000                | Vincitrice gruppo 2 di qualificazione | Norvegia-Svezia 1997 |
| 3   | Francia     | 1º giugno 2000               | Vincitrice gruppo 1 di qualificazione | Norvegia-Svezia 1997 |
| 4   | Russia      | 14 giugno 2000               | Vincitrice gruppo 4 di qualificazione | Norvegia-Svezia 1997 |
| 5   | Svezia      | 5 novembre 2000              | Vincitrice play-off                   | Norvegia-Svezia 1997 |
| 6   | Danimarca   | 21 novembre 2000             | Vincitrice play-off                   | Norvegia-Svezia 1997 |
| 7   | Italia      | 22 novembre 2000             | Vincitrice play-off                   | Norvegia-Svezia 1997 |
| 8   | Inghilterra | 28 novembre 2000             | Vincitrice play-off                   | Germania 1995        |

## Stadi
| Erfurt                    | Aalen Erfurt Jena Reutlingen Ulma Stadi ospitanti i campionati europei di calcio femminile 2001 | Jena                 |
| Steigerwaldstadion        | Aalen Erfurt Jena Reutlingen Ulma Stadi ospitanti i campionati europei di calcio femminile 2001 | Ernst-Abbe-Sportfeld |
| Capacità: 19 500          | Aalen Erfurt Jena Reutlingen Ulma Stadi ospitanti i campionati europei di calcio femminile 2001 | Capacità: 15 600     |
|                           | Aalen Erfurt Jena Reutlingen Ulma Stadi ospitanti i campionati europei di calcio femminile 2001 |                      |
| Reutlingen                | Ulma                                                                                            | Aalen                |
| Stadion an der Kreuzeiche | Donaustadion                                                                                    | Waldstadion          |
| Capacità: 9 400           | Capacità: 21 000                                                                                | Capacità: 11 200     |
|                           |                                                                                                 |                      |

## Fase a gruppi
Si qualificano alla fase ad eliminazione diretta le prime due classificate di ciascuno dei due gruppi. In caso di parità di punti tra due o più squadre di uno stesso gruppo, le posizioni in classifica verranno determinate prendendo in considerazione gli scontri diretti.

### Gruppo A
| Pos. | Squadra     | Pt | G | V | N | P | GF | GS | DR  |
| ---- | ----------- | -- | - | - | - | - | -- | -- | --- |
| 1.   | Germania    | 9  | 3 | 3 | 0 | 0 | 11 | 1  | +10 |
| 2.   | Svezia      | 6  | 3 | 2 | 0 | 1 | 6  | 3  | +3  |
| 3.   | Russia      | 1  | 3 | 0 | 1 | 2 | 1  | 7  | -6  |
| 4.   | Inghilterra | 1  | 3 | 0 | 1 | 2 | 1  | 8  | -7  |

| Arbitro: | Katriina Elovirta |

|                             |           |               |
| Müller 42’, 65’ Meinert 78’ | Marcatori | 14’ Ljungberg |

| Arbitro: | Rita Ruiz Tacoronte |

|                 |           |           |
| Svetlickaja 62’ | Marcatori | 45’ Banks |

| Arbitro: | Bente Ovedie Skogvang |

|                                                    |           |  |
| Wiegmann 43’ Prinz 50’ Meinert 69’ Smisek 73’, 90’ | Marcatori |  |

| Arbitro: | Claudine Brohet |

|                                                       |           |  |
| Törnqvist 2’ Bengtsson 26’ Ljungberg 75’ Eriksson 80’ | Marcatori |  |

| Arbitro: | Bente Ovedie Skogvang |

|  |           |                                       |
|  | Marcatori | 57’ Wimbersky 65’ Wiegmann 68’ Lingor |

| Arbitro: | Rita Ruiz Tacoronte |

|                |           |  |
| Fagerström 76’ | Marcatori |  |

### Gruppo B
| Pos. | Squadra   | Pt | G | V | N | P | GF | GS | DR |
| ---- | --------- | -- | - | - | - | - | -- | -- | -- |
| 1.   | Danimarca | 6  | 3 | 2 | 0 | 1 | 6  | 5  | +1 |
| 2.   | Norvegia  | 4  | 3 | 1 | 1 | 1 | 4  | 2  | +2 |
| 3.   | Italia    | 4  | 3 | 1 | 1 | 1 | 3  | 4  | -1 |
| 4.   | Francia   | 3  | 3 | 1 | 0 | 2 | 5  | 7  | -2 |

| Arbitro: | Nicole Petignat |

|                 |           |          |
| Panico 12’, 72’ | Marcatori | 75’ Bukh |

| Arbitro: | Wendy Toms |

|                                            |           |  |
| Knudsen 14’ Sykora 18’ (aut.) Mellgren 40’ | Marcatori |  |

| Arbitro: | Eva Ödlund |

|                                 |           |                                              |
| Pichon 21’ Beghé 27’ Blouet 83’ | Marcatori | 15’ (rig.), 90’ Krogh 19’ Bonde 71’Andersson |

| Arbitro: | Elke Fielenbach |

|              |           |             |
| Mellgren 16’ | Marcatori | 14’ Guarino |

| Arbitro: | Claudine Brohet |

|              |           |  |
| Pedersen 85’ | Marcatori |  |

| Arbitro: | Elke Fielenbach |

|                                |           |  |
| Pichon 37’ Jézéquel 75’ (rig.) | Marcatori |  |

## Fase ad eliminazione diretta

### Tabellone
|  | Semifinali | Semifinali | Semifinali |        |               | Finale        | Finale | Finale |  |
|  |            |            |            |        |               |               |        |        |  |
|  | 1A         | Germania   | 1          |        |               |               |        |        |  |
|  | 1A         | Germania   | 1          |        |               |               |        |        |  |
|  | 2B         | Norvegia   | 0          |        |               |               |        |        |  |
|  | 2B         | Norvegia   | 0          |        | Germania (gg) | Germania (gg) | 1      |        |  |
|  |            |            |            |        | Germania (gg) | Germania (gg) | 1      |        |  |
|  |            |            | Svezia     | Svezia | 0             |               |        |        |  |
|  | 1B         | Danimarca  | Svezia     | Svezia | 0             | 0             |        |        |  |
|  | 1B         | Danimarca  |            |        |               |               |        |        |  |
|  | 2A         | Svezia     | 1          |        |               |               |        |        |  |

### Semifinali
| Arbitro: | Wendy Toms |

|            |           |  |
| Smisek 57’ | Marcatori |  |

| Arbitro: | Katriina Elovirta |

|  |           |             |
|  | Marcatori | 9’ Nordlund |

### Finale
| Arbitro: | Nicole Petignat |

|                 |           |  |
| Müller 98’ (gg) | Marcatori |  |

## Statistiche

### Classifica marcatrici
3 reti
- Claudia Müller
- Sandra Smisek

2 reti
- Gitte Krogh
- Marinette Pichon
- Maren Meinert

- Bettina Wiegmann
- Patrizia Panico

- Dagny Mellgren
- Hanna Ljungberg

1 rete
- Julie Hauge Andersson
- Christina Bonde
- Julie Rydahl Bukh
- Merete Pedersen
- Angela Banks
- Stéphanie Mugneret-Béghé
- Gaelle Blouet

- Francoise Jézéquel
- Renate Lingor
- Birgit Prinz
- Petra Wimbersky
- Rita Guarino
- Monica Knudsen

- Alexandra Svetlitskaya
- Kristin Bengtsson
- Sofia Eriksson
- Linda Fagerström
- Tina Nordlund
- Jane Törnqvist

Autoreti
- Emmanuelle Sykora (in favore della Norvegia)